# Enus Mariani
Enus Mariani (Cantù, 4 marzo 1998) è un'ex ginnasta italiana.
Ha vinto un argento nel concorso a squadre ed un oro nel concorso individuale ai Campionati europei juniores di Bruxelles: in quest'ultima competizione, con un complessivo di 56.265 punti, è stata la prima italiana a vincere il titolo continentale nella categoria Junior.

## Carriera
Esordisce in campo internazionale nel mese di giugno 2010 dove, insieme alle compagne Serena Bugani, Martina Rizzelli, Lara Mori ed Elisa Meneghini, partecipa ad un quadrangolare a Tolone con Germania, Svizzera e Francia. Con uno stacco di dieci punti dalla seconda classificata (153.400) e di venti punti dalla terza (143.500), l'Italia vince il concorso a squadre con 163.550 punti. Individualmente, a causa di diversi errori alle parallele asimmetriche (12.450) e alla trave (10.600), Enus arriva settima nel concorso generale individuale (49.800).

### 2011: Primi Successi
Il 5 marzo partecipa alla seconda tappa di Campionato A1 a Bari. La Pro Lissone si posiziona al terzo posto della classifica a squadre (con 153.900 punti) dietro alla Brixia Brescia e alla vincente GAL Lissone. Individualmente, commette diversi errori alla trave (12.400) ma svolge dei buoni esercizi negli altri tre attrezzi: 13.500 al volteggio, 13.450 alle parallele e 13.850 al corpo libero. Si posiziona al quinto posto nella classifica generale "virtuale" dell'evento.
Dal 24 a 26 giugno viene scelta per partecipare ad un Incontro Internazionale Under 13 a Tittmoning, in Germania. Le "Azzurrine" vincono il concorso a squadre con un complessivo di 157.950, staccando di circa 7 decimi la seconda classificata Germania e di 8 decimi la Gran Bretagna. A livello individuale, Enus ottiene i punteggi più alti a parallele asimmetriche (13.850) e trave (13.750).
L'ultima competizione dell'anno è il Trofeo Trinacria di Capo d’Orlando dove, con 220.650 punti, batte di ben 19 decimi la Romania e di 20 decimi la Germania. Individualmente, Enus commette un errore al volteggio (12.450), ma ottiene i punteggi più alti a parallele (14.500) e trave (14.100).
Per la terza tappa di Campionato A1 svoltasi a Padova il 16 aprile, con un punteggio complessivo di 156.250, la Pro Lissone arriva seconda, dietro la concittadina GAL Lissone (163.500). Individualmente compete solo a parallele asimmetriche (13.650) e trave (13.350).

### 2012: Campionessa Europea
Il 10 marzo partecipa alla prima tappa di Campionato A1 a Bari. La Pro Lissone si posiziona al secondo posto nella classifica a squadre (punteggio complessivo: 159.250) dietro alla vincente Brixia Brescia (166,950) e davanti alla GAL Lissone (159,150). Individualmente, con un punteggio complessivo di 55,550, arriva al terzo posto nella classifica "virtuale" dell'evento: 14.150 al volteggio, 13.200 alle parallele asimmetriche, 14.500 alla trave e 13.700 al corpo libero.
Per la seconda tappa di Campionato A1 svoltasi a Firenze il 24 marzo, con un punteggio complessivo di 156.400, la Pro Lissone arriva ai piedi del podio. Individualmente, Enus svolge dei buoni esercizi al volteggio (14.000 punti) e al corpo libero (13.650) ma cade durante il jaeger a parallele (13.450) e alla trave (13.050).
Partecipa al Trofeo Città di Jesolo del 31 marzo, competendo in tutti e quattro gli attrezzi e arrivando seconda nella classifica generale individuale (56.000 punti), dietro solamente all'americana Lexie Priessman (56.950). Grazie ad una buonissima prestazione alla trave, ottiene il secondo punteggio più alto dell'attrezzo (14,400 punti contro i 15.100 di Katelyn Ohashi) e il terzo punteggio più alto alle parallele (14.650 contro il 14.700 di Lexie Priessman e il 15.150 di Katelyn Ohashi). L'Italia, con un punteggio complessivo di 217.200, chiude al secondo posto.
Il 21 aprile compete nella finale del Campionato di Serie A1, trascinando la Pro Lissone alla medaglia di bronzo. Individualmente arriva terza anche nel concorso generale individuale "virtuale", grazie a delle buone prestazioni in tutti e quattro gli attrezzi: 14.000 al volteggio, 14.650 alle parallele asimmetriche (ed è il punteggio più alto della competizione), 14.600 alla trave e 13.350 al corpo libero.
A causa dell'esame di 3º media, è impossibilitata a partecipare ai Campionati Assoluti di Catania.

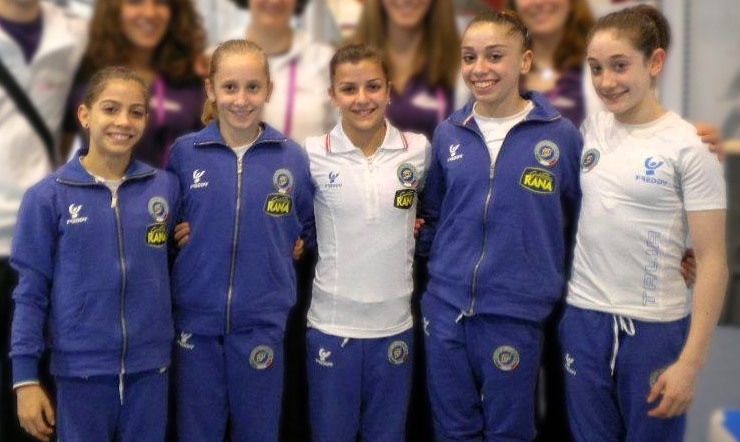
La Nazionale italiana juniores ai Campionati europei di ginnastica artistica femminile 2012: Lara Mori, Tea Ugrin, Elisa Meneghini, Enus Mariani, Alessia Leolini.

#### Gli Europei di Bruxelles
Enus viene convocata a far parte della squadra nazionale che competerà ai Campionati Europei di Bruxelles dal 9 al 13 maggio. Grazie ad un punteggio complessivo di 164.031 punti, la nazionale italiana vince la medaglia d'argento. A causa di una caduta a trave e parallele asimmetriche, si qualifica solo nel concorso individuale, nella finale al volteggio e in quella al corpo libero. Entrata col sesto punteggio, Enus svolge dei buonissimi esercizi (13.700 al volteggio, 14.566 alle parallele, 13.966 alla trave e 14.033 al corpo libero) e vince il concorso generale individuale. È la prima atleta azzurra junior ad aver vinto il concorso generale continentale.

### 2013: Trofeo Città di Jesolo
Nel mese di marzo la Mariani è scelta come membro della squadra italiana juniores per il Trofeo Città di Jesolo. A Jesolo, vince l'oro a squadre e alle parallele asimmetriche. Vince anche la medaglia d'argento nel concorso individuale e al corpo libero.

### 2014: Carriera Senior

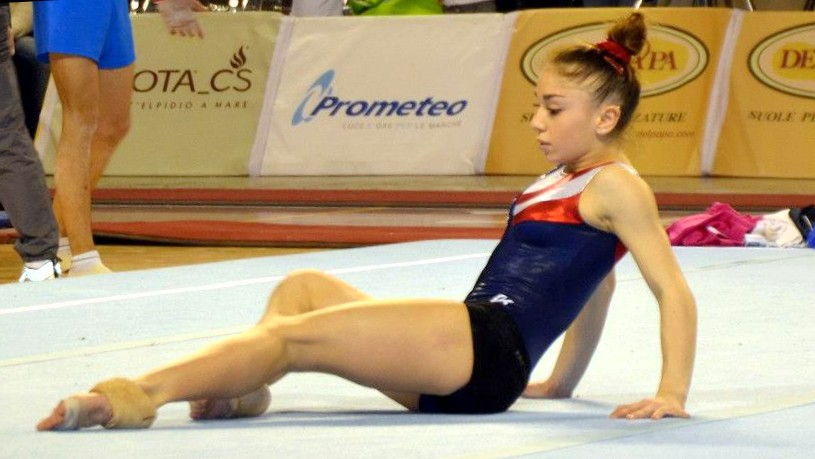
Enus Mariani nel 2013

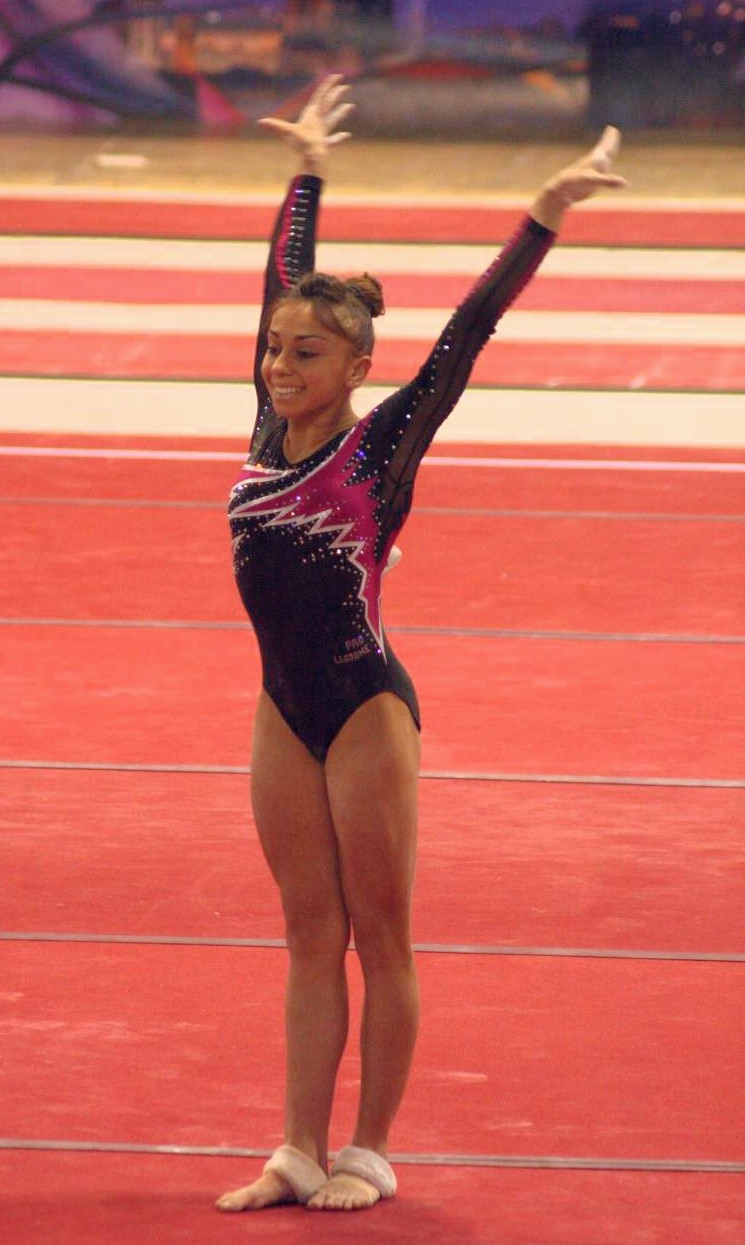

Il debutto della Mariani tra le senior è ritardato da infortuni che la costringono a 18 mesi di assenza dalle competizioni; nel mese di maggio 2014 ottiene l'idoneità per riprendere ad allenarsi.
Il 22 novembre partecipa al Gran Prix a Firenze, dimostrandosi in piena forma e conquistando il premio per la miglior esibizione.
A dicembre torna a competere in campo internazionale, partecipando all' Abierto Mexicano, in programma ad Acapulco il 5-6 dicembre 2014. Nel concorso generale arriva al quarto posto con (52.950) punti, a cinque centesimi di punto dalla terza classificata. Si tratta, comunque, di un rientro positivo premiato con il Premio Eleganza e il body più costoso del mondo, del valore di ben 8000 euro.

### 2015
Partecipa al trofeo 4 nazioni e alla Novara Cup, la sua squadra (Pro Lissone), durante la serie A non si qualifica per la Golden League, ma il direttore tecnico la convoca comunque e la assegna alla Gal Lissone, vince così una medaglia d'oro di squadra, un bronzo individuale dietro alla lissonese Carlotta Ferlito e alla Brixiana Martina Rizzelli, nelle finali di specialità, vince poi un oro alle parallele ed un argento alla trave. Viene scelta per rappresentare l'Italia ai Campionati del Mondo di Glasgow come riserva.
Partecipa però alla finale a squadre, al posto di Vanessa Ferrari, svolgendo le parallele asimmetriche (eseguite in maniera splendida) e la trave (in cui commette un piccolo errore). Partecipa poi a fine anno alla Massilia Cup con Elisa Meneghini, Martina Maggio e Francesca Noemi Linari, arriva sesta nel concorso individuale (prima fra le italiane), nelle finali di specialità vince un argento alle parallele e uno alla trave.

### 2016
Partecipa alla tappa di coppa del mondo di Glasgow, partecipa al Trofeo Città di Jesolo, posizionandosi al terzo posto con la squadra, dietro a Brasile e Stati Uniti. Viene selezionata per partecipare agli Europei di Berna con Elisa Meneghini, Sofia Busato, Martina Rizzelli e Lara Mori, gareggiando alle parallele, trave e corpo libero. Nella giornata di qualificazioni, Mariani cade alle parallele ottenendo 12.933, cade anche alla trave dal giro impugnato e le viene assegnato un punteggio di 12.966, anche al corpo libero commette diversi errori (cade dallo Tsukahara in prima diagonale, compie diversi passi avanti dal doppio raccolto in seconda). Nella finale si riscatta dagli errori commessi in qualifica ottenendo 14.166 alle parallele, 13.733 alla trave e 12.933 alle parallele dopo una caduta. 
È stata una delle convocate per la formazione della squadra olimpica, ma deve rinunciare all'Olimpiade e agli Assoluti di Torino, a causa di un infortunio.

### 2017
Viene iscritta per partecipare alla Serie A con la Pro Lissone, ma è impossibilitata a causa di un'operazione al piede, torna poi per gli assoluti a Perugia, non compete però al corpo libero, non potendo così gareggiare per l'all-around, si qualifica però per la finale di specialità alla trave dove però cade due volte.

### 2018
All'inizio del 2018 si trasferisce alla GAL Lissone, dopo aver trascorso quasi tutta la vita agonistica alla Pro Lissone, ma non riesce ancora a gareggiare a causa di un infortunio. Il 7 dicembre 2018 annuncia il suo ritiro.